# Tipula (Lunatipula) transmarmarensis
Tipula (Lunatipula) transmarmarensis is een tweevleugelige uit de familie langpootmuggen (Tipulidae). De soort komt voor in het Palearctisch gebied.